# Animals (album Pink Floyd)
Animals – dziesiąty album studyjny brytyjskiej grupy rockowej Pink Floyd. Nagrany został między kwietniem a listopadem 1976, a wydany 23 stycznia 1977 w Wielkiej Brytanii i 2 lutego 1977 w Stanach Zjednoczonych. Pomimo tego, że nie odniósł takiego sukcesu komercyjnego, jak dwa poprzednie albumy grupy, czyli The Dark Side of the Moon oraz Wish You Were Here, jest jednym z najbardziej charakterystycznych wydań grupy i stanowi ważny element w dyskografii zespołu.
Animals jest jednym z albumów należących do tzw. klasycznego okresu twórczości Pink Floyd. W przeciwieństwie do poprzedniego dzieła grupy, sentymentalnego Wish You Were Here, charakteryzuje się chłodnym i surowym brzmieniem, przez co jest uważany za najbardziej rockowy album zespołu, tuż obok The Wall. Także w przeciwieństwie do innych dzieł zespołu z tamtego okresu, pomiędzy poszczególnymi utworami nie zastosowano efektu płynnego przejścia, nie pozbawiając jednak Animals spójnego charakteru.
W Polsce Animals uzyskał status złotej płyty.

## Charakterystyka
Koncept na album ma swoją genezę w powieści George’a Orwella pod tytułem Folwark zwierzęcy, choć sam Waters zaprzecza, jakoby było to główną inspiracją do stworzenia płyty. Ludzie podzieleni są na trzy grupy – psy, świnie oraz owce i każdej z tych grup poświęcony jest na płycie jeden utwór.
Trzon Animals tworzą trzy długie, ponad 10-minutowe kompozycje, z których pierwszą jest „Dogs”. Długi, skomplikowany instrumentalnie utwór opowiada o żądnym pieniędzy i kariery pokoleniu menedżerów, którzy są tytułowymi „psami”. Dominują w nim długie i rzadko wcześniej spotykane tak agresywne jak na Davida Gilmoura partie gitarowe, które będą miały podobne brzmienie i charakter do tych, nagranych na późniejszej The Wall. Jest to także jedyny utwór na albumie, który jest podpisany nazwiskiem jednego z trójki pozostałych członków grupy, oprócz Watersa.
Kompozycja „Pigs (Three Different Ones)” opowiada o ludziach na wysokich szczeblach władzy, politykach i urzędnikach państwowych. Pod względem lirycznym jest to najostrzejsza piosenka na płycie, co odbiło się także w lekko sarkastycznym wokalu Watersa oraz równie agresywnym jak poprzednio solo gitarowym Gilmoura.
Ostatnią z trójki dłuższych utworów jest „Sheep”. Tytułowymi owcami są przeciętni obywatele, nękani przez wcześniej wspomniane psy oraz świnie. Najbardziej charakterystyczną cechą piosenki jest intro gitary basowej oraz zmodyfikowana, budząca dużo kontrowersji część Psalmu 23.
Album rozpoczyna się i kończy krótkim, niespełna 3-minutowym utworem „Pigs on the Wing”, podzielonym na dwie części. Utwór został w całości skomponowany i wykonany na gitarze akustycznej przez Rogera Watersa, który zadedykował go swojej żonie. Jest to jedna z niewielu piosenek miłosnych w całej dyskografii zespołu i jednocześnie najbardziej radosna ze wszystkich umieszczonych na albumie.
Prace nad Animals jeszcze bardziej wzmocniły dominację Rogera Watersa w grupie, który skomponował wszystkie utwory, oprócz jednego, stworzonego wraz z Davidem Gilmourem i już standardowo napisał wszystkie teksty. Nie można stwierdzić jednak, że jest to solowe dzieło Watersa. Album zapisał się bowiem w pamięci fanów jako jeden z najlepszych w całej karierze twórczej Davida Gilmoura, którego partie gitarowe w utworach „Dogs” oraz „Pigs (Three Different Ones)” są kluczowymi i najbardziej charakterystycznymi elementami płyty. Do ważnych cech brzmienia należą także rozbudowane partie na instrumenty klawiszowe skomponowane przez Richarda Wrighta oraz użycie Vocodera, za pomocą którego stworzono odgłosy zwierząt.

## Okładka

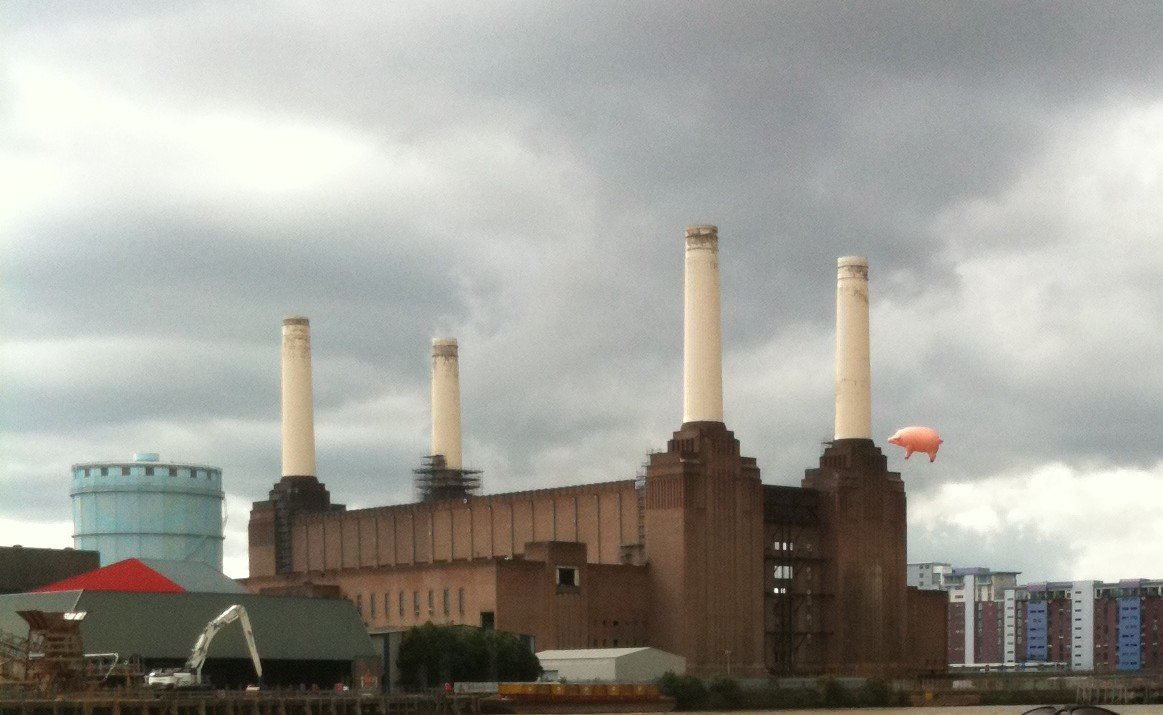
Elektrownia Battersea widniejąca na okładce płyty, oraz unosząca się nad nią świnia 26 września 2011 roku

Okładka albumu przedstawia londyńską Elektrownię Battersea i unoszącą się nad nią różową świnię. Cztery kominy mogą być odbierane jako metafora czterech członków zespołu. Świnia natomiast, która stała się symbolem Pink Floyd, wzięła swoją genezę od angielskiego przysłowia „Dobrze, że świnie nie potrafią fruwać” (bo gdyby potrafiły to ludzie na dole żyliby w błocie). Można więc odczytać to jako problemy zbierające się nad ludźmi, które potrafią zniszczyć nawet tak potężny dorobek ludzki, jak symboliczna elektrownia przedstawiająca zespół. Może być także metaforą dla konfliktów wewnątrz grupy, które coraz bardziej dawały się we znaki podczas prac nad kolejnymi albumami.
Pierwotny projekt okładki stworzony przez Storma Thorgersona, który był autorem wielu projektów rysunkowych umieszczanych na albumach grupy, został kategorycznie odrzucony przez członków zespołu. Pomysł na zdjęcie na okładkę zaproponował Roger Waters. 12-metrowy, napełniony helem balon w kształcie różowej świni zaprojektował australijski artysta Jeffrey Shaw. Wyprodukowało go niemieckie przedsiębiorstwo Ballon Fabrik (dawniej produkujące sterowce konstrukcji Zeppelina). 2 grudnia 1976 ustawiono dmuchaną świnię na pozycji, wynajęty snajper miał za zadanie zestrzelić balon w przypadku zerwania się z uwięzi. Kapryśna pogoda spowalniała prace i postanowiono kontynuować sesję nazajutrz. Menedżer zespołu Steve O'Rourke odmówił zaangażowania strzelca w kolejnym dniu. Balon zerwał się z uwięzi i wkrótce zniknął z pola widzenia. Świnia przeleciała nad lotniskiem Heathrow, powodując panikę i odwołanie lotów, była też widziana przez lecących pilotów. Odnaleziono ją w Kent, gdzie zaczepiona linami została dostrzeżona przez farmera, który dawał wyrazy swojej wściekłości z powodu wystraszenia jego krów. Balon został przywieziony na miejsce sesji trzeciego dnia, jednak wcześniejsze fotografie elektrowni uznano za bardziej udane, w związku z czym obraz świni nałożono na nie

## Lista utworów
| 1. | „Pigs on the Wing, Part 1”    | 1:25  |
|    | (Waters)                      |       |
| 2. | „Dogs”                        | 17:08 |
|    | (Waters/Gilmour)              |       |
| 3. | „Pigs (Three Different Ones)” | 11:28 |
|    | (Waters)                      |       |
| 4. | „Sheep”                       | 10:20 |
|    | (Waters)                      |       |
| 5. | „Pigs on the Wing, Part 2”    | 1:25  |
|    | (Waters)                      |       |
|    |                               | 41:46 |
|    |                               |       |

## Twórcy
- David Gilmour – śpiew, gitara, gitara basowa (w Pigs (Three Different Ones) oraz Sheep)
- Nick Mason – perkusja
- Roger Waters – śpiew, gitara basowa (w Dogs), gitara akustyczna (w Pigs on the Wing), gitara rytmiczna (w Sheep)
- Richard Wright – instrumenty klawiszowe